# Шевчук, Николай Николаевич (1965)
Шевчук Николай Николаевич (род. 1965) — генеральный директор Львовской областной государственной телерадиокомпании.
Родился в Черновицкой области 27 апреля 1965.
В 1992 году окончил Львовский университет имени И. Франко.
Длительное время работал на одной из первых негосударственных телекомпаний — телекомпании «Мост».
Впоследствии переехал в Киев, где стал директором по вопросам рекламы объединения негосударственных телерадиостанций Украины «УНИКА-ТВ».
Возглавлял также отдел рекламы телеканала СТБ. В 2000 году приглашен в Национальную телекомпанию Украины, где последние десять лет работал коммерческим директором.
В 2012 году назначен на должность Генерального директора Львовской областной государственной телерадиокомпании.